# Chin Yu-Fang
Chin Yu-Fang (19 de agosto de 1987) es una deportista taiwanesa que compitió en taekwondo. Ganó dos medallas en el Campeonato Mundial de Taekwondo en los años 1987 y 1989, y dos medallas en el Campeonato Asiático de Taekwondo en los años 1986 y 1988.

## Palmarés internacional
| Representando a China Taipéi |                      |                   |           |
| Campeonato Mundial           |                      |                   |           |
| Año                          | Lugar                | Medalla           | Categoría |
| 1987                         | Barcelona (España)   | Medalla de bronce | –43 kg    |
| 1989                         | Seúl (Corea del Sur) | Medalla de oro    | –43 kg    |
| Campeonato Asiático          |                      |                   |           |
| Año                          | Lugar                | Medalla           | Categoría |
| 1986                         | Darwin (Australia)   | Medalla de oro    | –43 kg    |
| 1988                         | Katmandú ()          | Medalla de plata  | –43 kg    |